# Algodones (Nuevo México)
Algodones es un lugar designado por el censo ubicado en el condado de Sandoval en el estado estadounidense de Nuevo México. En el Censo de 2010 tenía una población de 814 habitantes y una densidad poblacional de 43,2 personas por km².

## Geografía
Algodones se encuentra ubicado en las coordenadas 35°22′48″N 106°28′28″O / 35.38000, -106.47444. Según la Oficina del Censo de los Estados Unidos, Algodones tiene una superficie total de 18.84 km², de la cual 18.61 km² corresponden a tierra firme y (1.25%) 0.24 km² es agua.

## Demografía
Según el censo de 2010, había 814 personas residiendo en Algodones. La densidad de población era de 43,2 hab./km². De los 814 habitantes, Algodones estaba compuesto por el 49.51% blancos, el 0.37% eran afroamericanos, el 13.88% eran amerindios, el 0.86% eran asiáticos, el 0% eran isleños del Pacífico, el 32.31% eran de otras razas y el 3.07% pertenecían a dos o más razas. Del total de la población el 62.9% eran hispanos o latinos de cualquier raza.